# Jaime Camps
Jaime Camps Gordón (San Sebastian, 28 februari 1896 - Annual, 3 augustus 1921) was een Spaans atleet. Hij nam deel aan de Olympische Zomerspelen van 1920 en sneuvelde een jaar later tijdens de Rifoorlog in de Slag om Annual.

## Belangrijkste resultaten

### Olympische Zomerspelen
| Jaar | Plaats    | Discipline | Onderdeel             | Resultaten                 |
| ---- | --------- | ---------- | --------------------- | -------------------------- |
| 1920 | Antwerpen | Atletiek   | 100 m (m)             | eerste ronde: 5e (reeks 6) |
| 1920 | Antwerpen | Atletiek   | 4x100 m estafette (m) | DNS                        |